# 368 Haidea
A 368 Haidea (ideiglenes jelöléssel 1893 AB) a Naprendszer kisbolygóövében található aszteroida. Auguste Charlois fedezte fel 1893. május 19-én.